# Bryophyllum delagoense

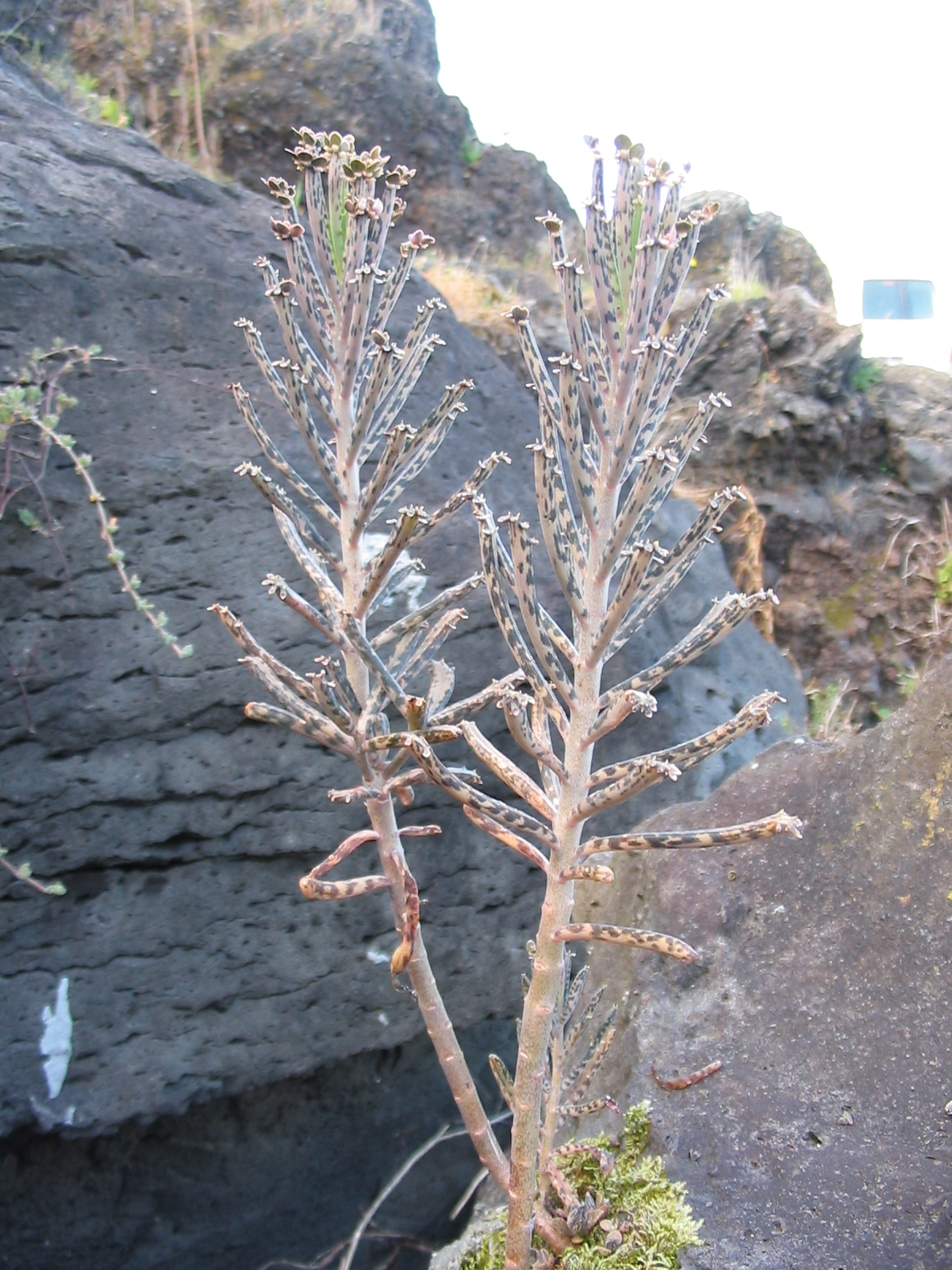
hábito

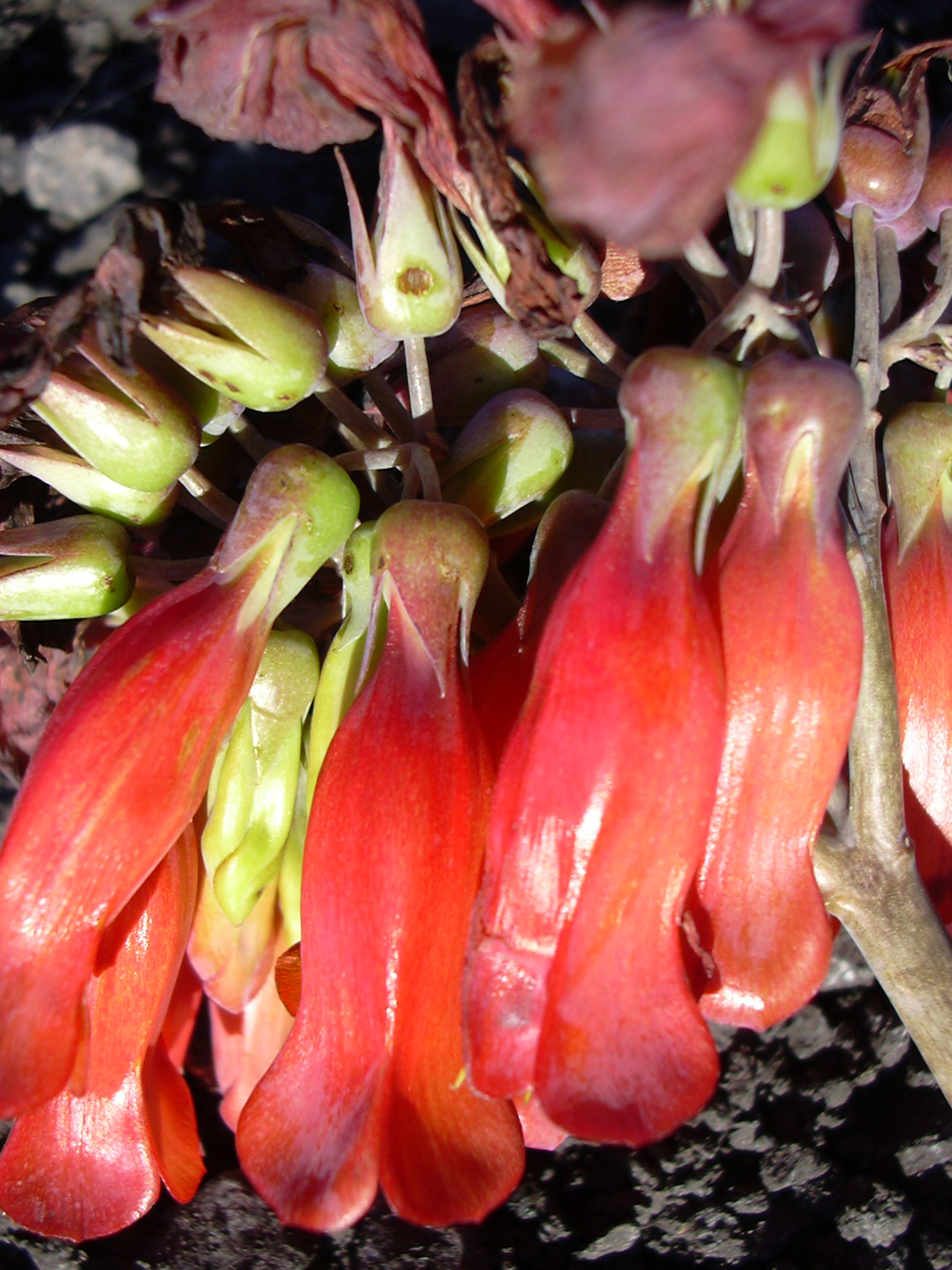
Flores

Bryophyllum delagoense es una planta suculenta perteneciente a la familia de las crasuláceas. Es nativa de Madagascar.

## Ecología
Esta especie, por su capacidad de reproducción vegetativa, su tolerancia a la sequía , y su popularidad como planta de jardín, es maleza invasora en lugares como el este de Australia, y muchas islas del Pacífico. En los Neotrópicos los colibríes, a veces, polinizan esta planta no nativa.
Byrophyllum delagoense es inoportuna porque desplaza las plantas nativas y contiene bufadienolido Glucósido cardíaco, que pueden causar envenenamiento cardíaco, especialmente en animales de pastoreo. En 1997, 125 cabezas de ganado murieron después de comer esta especie en una reserva de cercana de Moree, Australia.
Debido a la toxicidad de esta especie y sus híbridos, y en especial de las flores, ha sido declarada maleza nociva en Nueva Gales del Sur y Queensland. 

## Taxonomía
Bryophyllum delagoense fue descrita por (Eckl. y Zeyh.) Druce y publicado en Mémoires de l'Herbier Boissier 10: 38. 1900.
Etimología
Bryophyllum: nombre genérico que proviene del griego: bryo, que significa "brotar" y phyllon, que significa "hoja", haciendo referencia a la reproducción asexual de estas plantas mediante propágulos que surgen en las hojas.
delagoense: epíteto
Sinonimia
- Bryophyllum delagoense (Eckl. & Zeyh.) Schinz
- Bryophyllum tubiflorum Harv.
- Bryophyllum verticillatum (Elliott) A.Berger
- Kalanchoe delagoensis Eckl. & Zeyh.
- Kalanchoe tuberosa H. Perrier
- Kalanchoe verticillata Scott-Elliot[6]